# Коралловый риф (фильм, 1938)
«Коралловый риф» (фр. «Le Récif de corail») — кинофильм режиссёра Мориса Глейза, вышедший в 1939 году.

## Аннотация
Тротт Леннард, матрос мексиканского судна, обвинён в преступлениях, которых не совершал и вынужден спасаться от закона. Он прошёл всю страну и вышел к небольшому заливу Тихого океана на другой стороне континента. По пути он встретил девушку, скрывающуюся из-за сходных обстоятельств. И тут полиция вновь выходит на след. Они же - просто хотят быть счастливы...

## В ролях
- Мишель Морган — Лилиан Вайт
- Жан Габен — Тротт Леннард
- Сатюрнен Фабр — Хобсон
- Джина Манес — Мария
- Дженни Бурней — Анна
- Жюльен Каретт — Хейвлок
- Луи Флоранси — капитан Жолифе
- Гийом Де Сакс — Спрингбетт
- Рене Бержерон — Джим
- Гастон Модо — мексиканский полковник
- Пьер Манье — врач
- Леонс Корн — хозяин гостиницы в Бриджтауне

## Премьеры
Франция увидела новый фильм 1 марта 1939 года.
- 7 августа 1939 - Дания.
- 4 февраля 1940 - Финляндия.
- 18 января 1941 - Португалия.

## Внешние ссылки
- «Коралловый риф» (англ.) на сайте Internet Movie Database
- Коралловый риф (фильм, 1938) (англ.) на сайте AllMovie